# راس تابودة
راس تابودة  (بالإنجليزية: RAS TABOUDA)‏ هي جماعة قروية تابعة لإقليم صفرو ضمن جهة فاس بولمان بالمغرب. بلغ مجموع عدد سكان راس تابودة  حسب إحصاءات 2004 حوالي 6516 نسمة من بينهم 2 أجانب يعيشون في 1202 أسرة.

## إحصاء عام
| السنة | عدد السكان | عدد الأسر | عدد الأجانب |
| ----- | ---------- | --------- | ----------- |
| 1994  | 6693       | 1115      | °°°°        |
| 2004  | 6516       | 1202      | 2           |